# Brachyplatyphylloides
Brachyplatyphylloides is een geslacht van rechtvleugeligen uit de familie sabelsprinkhanen (Tettigoniidae). De wetenschappelijke naam van dit geslacht is voor het eerst geldig gepubliceerd in 2011 door Cadena-Castañeda & Braun.

## Soorten
Het geslacht Brachyplatyphylloides  is monotypisch en omvat slechts de volgende soort:
- Brachyplatyphylloides riosi (Cadena-Castañeda & Braun, 2011)